# Janusz Kapuściński (geofizyk)
Janusz Kapuściński (ur. 25 czerwca 1949 w Kaliszu, zm. 2 lutego 2024) – polski geofizyk, agrometeorolog, doktor habilitowany nauk rolniczych.

## Życiorys
W młodości pracował jako dziennikarz Radia Merkury, w którym przez piętnaście lat zapowiadał prognozę pogody. 
Ukończył I Liceum Ogólnokształcące im. Adama Asnyka w Kaliszu. W 1973 ukończył studia magisterskie na Wydziale Melioracji Wodnych Akademii Rolniczej im. Augusta Cieszkowskiego w Poznaniu. W trakcie studiów i po ich ukończeniu był prezesem Koła Naukowego Meliorantów. 
W 1982 uzyskał stopień doktora nauk rolniczych na Wydziale Rolniczym Akademii Rolniczej im. Augusta Cieszkowskiego w Poznaniu na podstawie dysertacji Wymiana ciepła i wilgoci między przyziemną warstwą powietrza a glebą, której promotorem był prof. Jerzy Jaworski. Uczestniczył w wyprawie polarnej na Spitsbergen w Norwegii w 1989. W 2000 uzyskał stopień doktora habilitowanego na Wydziale Melioracji i Inżynierii Środowiska Akademii Rolniczej we Wrocławiu za pracę Struktura bilansu cieplnego powierzchni czynnej na tle warunków klimatycznych środkowozachodniej Polski.
Wykładał na Państwowej Wyższej Szkole Zawodowej w Kaliszu, Akademii Rolniczej i Uniwersytecie Przyrodniczym w Poznaniu oraz Politechnice Poznańskiej. Był wicedyrektorem Instytutu Ekonometrii i Informatyki Politechniki Częstochowskiej, wcześniej pełnił tam funkcję wicedyrektora Instytutu Logistyki i Zarządzania Międzynarodowego.

## Działalność społeczna i polityczna
Był założycielem pierwszego w Polsce stowarzyszenia obrony lokatorów „Nasz Dom” w 1998. Jego największym naszym sukcesem było ujawnienie afery testamentowej Melanii Rozmarynowicz, której testament został sfałszowany przez osoby związane z wymiarem sprawiedliwości. Współtworzył także poznańską Radę Osiedla Jeżyce, będąc jednocześnie przewodniczącym jej zarządu.
W 2011 został odznaczony Krzyżem Kawalerskim Orderu Odrodzenia Polski za działalność w Ruchu Komitetów Obywatelskich.
W 2010 wszedł w skład Poznańskiego Społecznego Komitetu Poparcia Jarosława Kaczyńskiego podczas wyborów prezydenckich w Polsce. W 2014 w wyborach samorządowych kandydował z 2. miejsca na liście z ramienia Prawa i Sprawiedliwości do Rady Miasta Poznania, uzyskując 341 głosów i zdobywając mandat radnego. Dołączył do grona Akademickiego Komitetu Honorowego Andrzeja Dudy, popierającego jego kandydaturę podczas wyborów prezydenckich w Polsce w 2015 roku.
Członek Akademickiego Klubu Obywatelskiego im. Prezydenta Lecha Kaczyńskiego w Poznaniu.
8 lutego 2024 został pochowany na cmentarzu miejskim przy ul. Górnośląskiej w Kaliszu.